# Pilzno
Pilzno é um município da Polônia, na voivodia da Subcarpácia e no condado de Dębica. Estende-se por uma área de 16,04 km², com 4 892 habitantes, segundo os censos de 2017, com uma densidade de 305 hab/km².